# Аерографит
Аерографитът е най-лекият и най-черният материал. Той е форма на въглерода с гъбеста структура. Той е свръхводоотблъскващ, много еластичен, изключено лек и електропроводим. Освен това има способност да поглъща почти напълно светлината, което го правя по-черен от сажди. Куб от аерографит със страна 4 m тежи около 15 kg - колкото малко дете. Това вещество е изработено през юни 2012 г. в Килски уверситет и в Технически университет в Хамбург в Германия с помощта на катализатор цинков оксид.